# Västra Sjusjön
Västra Sjusjön är en sjö i Hudiksvalls kommun i Hälsingland och ingår i Delångersåns huvudavrinningsområde. Sjön är 6 meter djup, har en yta på 0,0718 kvadratkilometer och befinner sig 159,5 meter över havet.

## Delavrinningsområde
Västra Sjusjön ingår i det delavrinningsområde (686797-153846) som SMHI kallar för Mynnar i Delångersån. Medelhöjden är 165 meter över havet och ytan är 8,02 kvadratkilometer. Det finns inga avrinningsområden uppströms utan avrinningsområdet är högsta punkten. Uvbäcken som avvattnar avrinningsområdet har biflödesordning 2, vilket innebär att vattnet flödar genom totalt 2 vattendrag innan det når havet efter 57 kilometer. Avrinningsområdet består mestadels av skog (81 procent) och jordbruk (12 procent). Avrinningsområdet har 0,14 kvadratkilometer vattenytor vilket ger det en sjöprocent på 1,7 procent.